# Acab
|  | No s'ha de confondre amb l'acrònim anglès A.C.A.B.. |

Segons la Bíblia, Acab (en hebreu, אַחְאָב בֶּן־עָמְרִי ˀAħəˀāb ben Omriyyāh) va ser el setè rei del Regne d'Israel després de la seva divisió, succeint el seu pare Omrí. La seva capital va ser Samaria. Va governar entre 874-853 a.n.e. segons la cronologia tradicional, o entre 940-919 a.n.e. segons la cronologia bíblica.

## Enfrontaments religiosos
Acab va permetre que la seva dona Jezabel, filla d'Etbaal, rei dels sidonis, l'induís a adorar Baal i a construir-li un temple. D'aquesta manera, el seu regne s'allunyava de l'adoració a Jehovà que establia la Llei mosaica. En poc temps ja havia quatre-cents cinquanta profetes de Baal, tots els quals menjaven de la taula real de Jezabel. Jezabel va ordenar la mort a espasa dels profetes de la Llei, però gràcies a l'acció de Obadià, que portava els assumptes de la casa d'Acab, cent d'aquests profetes van conservar la vida, perquè els va amagar en coves on van subsistir a base de pa i aigua
En una ocasió, es va organitzar una trobada entre els profetes de Baal, el poble i el profeta Elies, a la muntanya del Carmel on van morir almenys 450 profetes pagans. Acab i Jezabel van seguir enfrontats amb el profeta Elies, fidel seguidor de la Llei mosaica i principal profeta de Jehovà de l'època. Elies va fugir a la muntanya d'Horeb perquè veia que el podien matar en qualsevol moment.

## Consolidació de Samaria
Es creu que entre les obres de construcció d'Acab va estar la finalització de les fortificacions de la ciutat de Samaria, que, segons les excavacions arqueològiques, comprenien tres murs de gran solidesa i molt ben construïts. També es va descobrir una plataforma palatina que feia uns 90 metres per 180 metres. S'hi van trobar nombrosos panells d'ivori per decorar mobles i parets, el que potser tingui relació amb "la casa d'ivori" d'Acab esmentada en 1 Reis 22:39.

## Guerra amb Síria
El rei siri Ben Hadad II amb una coalició de trenta-dos reis, va assetjar Samaria. Encara que al principi Acab va acceptar les demandes del seu agressor, després va deixar de sotmetre's per impedir el que hagués significat el saqueig complet del seu palau. Les negociacions de pau van fracassar i Acab, va emprar un estratagema de batalla que va prendre a l'enemic desprevingut després de haver-se emborratxat en una festa. Hi va haver una gran matança, però Ben Hadad II va aconseguir escapar.
Ben Hadad II va tornar a l'any següent amb una força militar igualment nombrosa, però es va arranjar per a la batalla a les planes properes d'Afec, al territori de la tribu de Manassès, en comptes d'avançar cap a la regió muntanyosa de Samaria. Les forces israelites es van dirigir al lloc de la batalla, però semblaven molt poca cosa en comparació amb l'imponent campament sirià. Finalment, les forces d'Acab van infligir a l'enemic una derrota aclaparadora. Amb tot, Acab va perdonar la vida a Ben Hadad II i va celebrar un pacte amb ell, segons el qual es tornarien a Israel les ciutats capturades i Acab podria assignar-se certs carrers a Damasc, probablement per establir-hi basars o mercats amb la finalitat de fomentar el seu comerç en la capital siriana.

## Vinya de Nabot
Durant un interval de pau de tres anys, Acab es va interessar en adquirir la vinya de Nabot de Jizreel, una porció de terra que anhelava pel fet que limitava amb els terrenys del palau on residia. Quan Nabot va refusar accedir a aquesta petició sobre la base de la Llei de Déu que fa inviolable les possessions hereditàries, Acab, malhumorat, es va retirar a seva casa i es va posar al seu llit de cara a la paret, rebutjant menjar. Una vegada que es va assabentar de la causa del seu abatiment, Jezabel va planejar l'assassinat de Nabot sota pretext de sotmetre'l a un judici per blasfèmia, usant per a això cartes escrites en nom d'Acab. Quan aquest va anar a prendre possessió de la cobejada porció de terreny, el profeta Elies es va trobar amb ell allà i ho va denunciar amb severitat, dient-li que era un assassí i que s'havia venut per fer allò que és dolent per la insistència de la seva esposa. Aquestes paraules van afectar molt Acab, que va dejunar vestit de sac, descoratjat.

## Aliança amb Judà
Una aliança matrimonial entre la filla d'Acab, Atalia, i Jehoram, fill de Josafat de Judà, va enfortir les relacions del rei d'Israel amb Judà. En una visita de cortesia que Josafat va efectuar a Samaria, Acab el va induir a donar-li suport per reconquistar Ramot-Galaad als sirians, els quals, pel que sembla, no havien complert en la seva totalitat amb els termes del pacte que Ben Hadad II havia fet. Però la batalla no els va anar bé i una fletxa perduda va matar Acab, que va tenir una mort lenta. Acab va ser enterrat a Samaria i el seu fill Ahazià el va succeir.

## Acab en altres fonts
A l'Estela de Moab, el rei moabita Mesha explica la dominació patida pels reis israelites Omrí i el seu fill Acab.
Al monòlit de Kurkh, erigit a final del segle ix aC, s'esmenta que «2.000 carros i 10.000 soldats de a-ha-ab-bu matsir-ʼi-la-a-a, juntament amb els seus aliats siris, van plantar batalla als exèrcits assiris dirigits per Salmanassar III en la batalla de Qarqar (853 aC segons la cronologia tradicional). El nom de a-ha-ab-bu matsir-ʼi-la-a-a s'acostuma a traduir per Acab el israelita. Però aquesta traducció no ha estat acceptada sempre per tothom. En altres inscripcions assíries de l'època es fa referència a aquesta terra pel nom de la seva capital Samaria (sa-mir-i-na a les inscripcions) o amb l'expressió bīt hu-um-ri-a (terra d'Omrí), encara emprada un segle després de la mort d'Omrí, pare d'Acab. Reconeixent aquest problema, els erudits Kamphausen i Kittel van opinar que el nom d'Acab s'ha confós amb el de Jehoram en els registres assiris, que era fill d'Acab. No obstant això, tampoc hi ha registre en la Bíblia que Jehoram participés en la batalla de Qarqar.